# Участие КПРФ в выборах
Коммунистическая партия Российской Федерации начала участвовать в выборах с декабря 1993 года. I всероссийская конференция КПРФ (26 октября 1993, Москва) — выдвинула кандидатов в депутаты Государственной Думы I созыва. Конференция поручила кандидатам, которые будут избраны в неё, бороться за восстановление конституции 1978 года и правового режима, существовавшему согласно ней. Важным этапами деятельности в период после конференции стали содействие избранию Ивана Рыбкина на пост председателя Государственной Думы, голосование за амнистию членов ГКЧП и участников событий октября 1993 года.

## Выборы в Государственную думу
| 1993                                            | 6 666 402  |           | 12,40 % |          | 32 |     |           | 1 848 888 |           | 3,21 %  |         | 10 |     |           | 42  |      | 9,33 %  |
| 1995                                            | 15 432 963 | ▲215,74 % | 22,30 % | ▲9,90 %  | 99 | ▲67 | ▲207,14 % | 8 636 392 | ▲727,11 % | 12,49 % | ▲9,27 % | 58 | ▲48 | ▲480,00 % | 157 | ▲115 | 34,89 % |
| 1999                                            | 16 196 024 | ▲4,94 %   | 24,29 % | ▲1,99 %  | 67 | ▼32 | ▼32,32 %  | 8 893 547 | ▲2,98 %   | 13,41 % | ▲0,92 % | 46 | ▼12 | ▼20,69 %  | 113 | ▼44  | 25,11 % |
| 2003                                            | 7 647 820  | ▼52,78 %  | 12,61 % | ▼11,68 % | 40 | ▼27 | ▼40,30 %  | 6 577 598 | ▼26,04 %  | 10,92 % | ▼2,49 % | 12 | ▼34 | ▼73,91 %  | 52  | ▼61  | 11,56 % |
| Выборы по одномандатным округам были упразднены |            |           |         |          |    |     |           |           |           |         |         |    |     |           |     |      |         |
| 2007                                            | 8 046 886  | ▲5,22 %   | 11,57 % | ▼1,04 %  | 57 |     |           |           |           |         |         |    |     |           | 57  | ▲5   | 12,67 % |
| 2011                                            | 12 599 507 | ▲56,58 %  | 19,19 % | ▲7,62 %  | 92 | ▲35 | ▲61,40 %  |           |           |         |         |    |     |           | 92  | ▲35  | 20,44 % |
| Выборы по одномандатным округам были возвращены |            |           |         |          |    |     |           |           |           |         |         |    |     |           |     |      |         |
| 2016                                            | 7 019 752  | ▼44,29 %  | 13,34 % | ▼5,85 %  | 35 |     |           | 6 492 145 |           | 12,93 % |         | 7  |     |           | 42  | ▼50  | 9,33 %  |
| 2021                                            | 10 660 669 | ▲51,87 %  | 18,93 % | ▲5,59 %  | 48 | ▲13 | ▲37,14 %  | ???       |           | ???     |         | 9  | ▲2  | ▲28,57 %  | 57  | ▲15  | 12,67 % |

На выборах в Государственную думу первого созыва в 1993 году партия набрала 12,4 % голосов (32 мандата по федеральному списку, 10 членов КПРФ — «одномандатников», во фракцию вошло 45 депутатов) и занимает 3 место в федеральном списке. Затем популярность партии возрастает, и в 1995 году на выборах в Госдуму второго созыва КПРФ занимает первое место в федеральном списке с 22,3 % процентами голосов (157 депутатских мандатов, во фракции осталось 115, остальные вошли в АПГ и группу «Народовластие»). На следующих парламентских выборах — в 1999 году коммунисты также завоёвывают первое место с 24,29 % голосов (113 мандатов, во фракции КПРФ осталось 90 человек, остальные перешли в АПГ). В 2003 году коммунисты получают 12,61 % голосов и 61 мандат в Государственной Думе. Значительную часть голосов у КПРФ отнял созданный в сентябре 2003 года блок «Родина». В Европейский суд по правам человека был подан иск КПРФ и партии «Яблоко» о фальсификации итогов выборов депутатов Госдумы в 2003 году, однако даже в 2008 году он всё ещё не был рассмотрен.
На XII (внеочередном) съезде КПРФ, проходившем 22 сентября 2007 года в Москве, был утверждён список кандидатов в депутаты в Государственную Думу РФ V созыва. В частности, первую тройку федерального списка кандидатов составили Геннадий Зюганов, Жорес Алфёров, Николай Харитонов. Московский список возглавил первый заместитель Председателя ЦК КПРФ Иван Мельников, ещё один заместитель — Владимир Кашин — возглавил список Московской области.
Следующие выборы Государственной Думы состоялись 2 декабря 2007 года, на них КПРФ получила 11,57 % голосов и 57 мест.
| Субъект РФ            | Результаты на выборах в Госдуму РФ в декабре 2003 года, % | Результаты на региональных выборах в марте 2007 года, % |
| --------------------- | --------------------------------------------------------- | ------------------------------------------------------- |
| Мурманская область    | 7,44                                                      | 17,47                                                   |
| Республика Коми       | 8,72                                                      | 14,23                                                   |
| Вологодская область   | 8,77                                                      | 13,44                                                   |
| Ленинградская область | 9,05                                                      | 17,07                                                   |
| Санкт-Петербург       | 8,48                                                      | 16,02                                                   |
| Псковская область     | 15,17                                                     | 19,41                                                   |
| Московская область    | 9,67                                                      | 18,81                                                   |
| Орловская область     | 16,28                                                     | 23,78                                                   |
| Самарская область     | 17,38                                                     | 18,39                                                   |
| Ставропольский край   | 13,70                                                     | 14,28                                                   |
| Дагестан              | 18,31                                                     | 6,64                                                    |
| Омская область        | 16,23                                                     | 22,90                                                   |
| Тюменская область     | 9,94                                                      | 8,43                                                    |
| Томская область       | 12,60                                                     | 13,37                                                   |

При параллельном подсчёте голосов КПРФ были получены несколько отличающиеся от официальных результаты.

### Гражданский совет при фракции КПРФ в Государственной думе
Накануне выборов в Госдуму 7-го созыва (2016) КПРФ объявила о намерении создать при своей будущей фракции Гражданский Совет — выборный орган, формируемый из числа помощников действующих депутатов ГД от КПРФ. Численность Гражданского Совета определена в 150 человек. Выборы в его состав были осуществлены путём электронного голосования, проводившегося с февраля по май 2016 года на коммунистическом интернет-портале «Народная инициатива».
По положению, члены Государственного Совета КПРФ, как и остальные помощники депутатов Госдумы, могут быть беспартийными и вступать в КПРФ не обязаны. Все кандидаты в Гражданский Совет регистрировались в порядке самовыдвижения. По фактически избранному составу средний возраст членов ГС составил 36 лет, от 18 до 77 лет.

## Выборы президента России
На всех выборах президента России кандидат от КПРФ занимал второе место. В 1991 году Николай Рыжков с 16,85 % голосов был опережён Борисом Ельциным (57,30 %). На выборах в 1996 году Геннадий Зюганов проиграл Борису Ельцину (32 % против 35 % в первом туре, 40 % против 54 % во втором). Как признался впоследствии главный аналитик телеканала НТВ, телевидение активно использовало технологии манипуляции сознанием в пользу Ельцина. Данные выборы многие считают сфальсифицированными. Тем не менее Г. А. Зюганов поздравил Ельцина с победой на президентских выборах, что вызвало непонимание у части представителей левого движения.
Сам Г. А. Зюганов объясняет это тем, что народ не был готов активно защищать его победу.

Можно было не признать результаты голосования. Тогда надо было призвать народ выйти на улицу и совершить уже в 96-м году «революцию роз». Но это иллюзия. Мы понимали, что в ту пору народ не выйдет на улицы. Даже в 93-м году, когда в Москве был такой мощный импульс восстания, который должен был сдетонировать сопротивление на местах, народ оставался в своих домах, способный лишь на моральное сочувствие.

На выборах в 2000 году Зюганов набрал 29 % и уступил первое место Владимиру Путину. На выборах в 2004 году кандидатом от КПРФ стал Николай Харитонов, набравший 14 % и также занявший второе место. По результатам выборов 2008 года Геннадий Зюганов получил 17,72 % голосов.
На выборах Президента России 2012 года за Геннадия Зюганова проголосовали 12,3 млн избирателей. Таким образом, бюджет партии получил 240 млн рублей (по 20 рублей за каждый голос)..

### Результаты кандидатов от КПРФ на президентских выборах
| Год  | Выдвинутый кандидат | Результаты 1 тура | Результаты 1 тура | Результаты 1 тура | Результаты 1 тура | Результаты 1 тура | Результаты 2 тура | Результаты 2 тура | Результаты 2 тура | Результаты 2 тура | Результаты 2 тура |
| Год  | Выдвинутый кандидат | Голоса            | Голоса            | % голосов         | % голосов         | Занятое место     | Голоса            | Голоса            | % голосов         | % голосов         | Занятое место     |
| Год  | Выдвинутый кандидат | Кол-во            | +/-               | %                 | +/-               | Занятое место     | Кол-во            | +/-               | %                 | +/-               | Занятое место     |
| ---- | ------------------- | ----------------- | ----------------- | ----------------- | ----------------- | ----------------- | ----------------- | ----------------- | ----------------- | ----------------- | ----------------- |
| 1996 | Геннадий Зюганов    | 24 211 686        |                   | 32,03             |                   | 2/10              | 30 104 589        |                   | 40,31             |                   | 2/2               |
| 2000 | Геннадий Зюганов    | 21 928 468        | ▼9,43             | 29,24             | ▼2,79             | 2/11              |                   |                   |                   |                   |                   |
| 2004 | Николай Харитонов   | 9 513 313         | ▼56,62            | 13,69             | ▼15,55            | 2/6               |                   |                   |                   |                   |                   |
| 2008 | Геннадий Зюганов    | 13 243 550        | ▲39,21            | 17,72             | ▲4,03             | 2/4               |                   |                   |                   |                   |                   |
| 2012 | Геннадий Зюганов    | 12 318 353        | ▼6,99             | 17,18             | ▼0,54             | 2/5               |                   |                   |                   |                   |                   |
| 2018 | Павел Грудинин      | 8 659 206         | ▼29,68            | 11,77             | ▼5,41             | 2/8               |                   |                   |                   |                   |                   |
| 2024 | Николай Харитонов   | 3 768 470         | ▼56,48            | 4,31              | ▼7,46             | 2/4               |                   |                   |                   |                   |                   |

## Региональные выборы
В феврале 2005 года КПРФ победила на региональных выборах в органы законодательной власти в Ненецком автономном округе, опередив пропрезидентскую «Единую Россию».
На выборах в Мосгордуму КПРФ получала следующий процент поддержки:
- 1993 — 10,1 %
- 1995 — 14,8 %
- 1999 — 11,77 %
- 2003 — 7,7 %
- 2005 — 16,75 % (4 депутата)[27]
- 2009 — 13,27 % (3 депутата)[28]

11 марта 2007 года состоялись выборы в органы законодательной власти 14 субъектов Российской Федерации. В целом по сравнению с декабрём 2003 года, когда состоялись последние выборы в Госдуму, процент голосов за КПРФ вырос в диапазоне от 1,01 % (Самарская область) до 100 % (Санкт Петербург, Московская область) или даже более 100 % (Мурманская область). Количество проголосовавших за КПРФ уменьшилось лишь в Тюменской области (приблизительно на 1,5 %) и в Дагестане (по официальным данным, в 3 раза). Результат выборов в Дагестане вызвал большое недовольство со стороны КПРФ. Партия настаивала на том, что выборы в этом регионе были сфальсифицированы. По заявлениям КПРФ, «на некоторых участках явка составляла 99 %, были участки, где „Единая Россия“ набрала все 100 % голосов». КПРФ было составлено поручение Комиссии Государственной Думы по вопросам практики применения избирательного законодательства Российской Федерации с целью получить оценку вышеуказанных фактов и услышать доклад на пленарном заседании Госдумы о принятии конкретных мер. Интересен тот факт, что и в Тюменской области и в Дагестане — единственных двух регионах, где процент проголосовавших за КПРФ по сравнению с 2003 годом уменьшился, партия была первоначально снята с выборов Избирательной комиссией, но в итоге была допущена к выборам.
2 марта 2008 года в 11 субъектах РФ прошли выборы региональных органов законодательной власти. КПРФ получила следующие результаты:
| Субъект РФ               | проходной барьер, % | Результаты на региональных выборах в марте 2008 года, % |
| ------------------------ | ------------------- | ------------------------------------------------------- |
| Республика Башкортостан  | 7                   | 7,03                                                    |
| Республика Ингушетия     | 7                   | 7,34                                                    |
| Республика Калмыкия      | 7                   | 22,49                                                   |
| Республика Саха (Якутия) | 7                   | 15,79                                                   |
| Алтайский край           | 7                   | 19,61                                                   |
| Амурская область         | 7                   | 17,51                                                   |
| Ивановская область       | 5                   | 15,34                                                   |
| Ростовская область       | 7                   | 15,88                                                   |
| Свердловская область     | 7                   | 12,2                                                    |
| Ульяновская область      | 7                   | 15,94                                                   |
| Ярославская область      | 5                   | 14,59                                                   |

12 октября 2008 года прошли выборы региональных органов власти в пяти субъектах РФ, в Сахалинской области КПРФ получила 23,11 % голосов (3 места по списку, один кандидат победил в округе), 13,41 % в Забайкальском крае (4 депутата по списку, один от округа), 13,25 % в Иркутской области (4 депутата), а в Кемеровской области (3,47 %) и Чеченской Республике (0,33 %) КПРФ не преодолела «проходной барьер», при этом результаты выборов в Кемеровской области вызвали резкие протесты местного и центрального руководства КПРФ по причине многочисленных нарушений законов о выборах.
На муниципальных выборах 11 октября 2009 года КПРФ получила в Москве чуть более 13 % голосов, в Марий Эл — 19 % голосов, в Благовещенске — 24,02 % голосов, в Южно-Сахалинске — 26,04 %, в Туле — 18,33 %. В Приморье кандидат от КПРФ получил 27,7 % голосов.
14 марта 2010 года КПРФ участвовала в выборах всех 8 избираемых законодательных собраний субъектов федерации. В среднем, по партийным спискам партия набрала 19,6 % голосов, что позволило ей получить 34 мандата по единым спискам. По одномандатным округам КПРФ сумела получить лишь 1 мандатов в Курганской области (в двух регионах депутаты по одномандатным округам не избирались). В итоге, КПРФ сумела провести депутатов во все 8 законодательных собраний, добившись лучших итоговых результатов в тех регионах, где выборы проводились только по партийным спискам — в Калужской (23 %) и Свердловской областях (21 %). В Свердловской области проводились выборы одной из двух палат Законодательного собрания. Общее количество депутатов от КПРФ в нижней палате составило 5 человек (18 %), в верхней палате — все депутаты (21 человек) представляют Единую Россию
.
| Субъект РФ                      | Количество избранных депутатов | % КПРФ по единому списку | Количество полученных мандатов по единому списку | Количество полученных мандатов по одномандатным округам | Общее число избранных депутатов от КПРФ | % от числа избранных депутатов |
| ------------------------------- | ------------------------------ | ------------------------ | ------------------------------------------------ | ------------------------------------------------------- | --------------------------------------- | ------------------------------ |
| Республика Алтай                | 41                             | 24.8 %                   | 5                                                | -                                                       | 5                                       | 12 %                           |
| Хабаровский край                | 26                             | 17,7 %                   | 3                                                | -                                                       | 3                                       | 12 %                           |
| Воронежская область             | 56                             | 18,5 %                   | 5                                                | -                                                       | 5                                       | 9 %                            |
| Калужская область               | 40                             | 21,2 %                   | 9                                                | не избирались                                           | 9                                       | 23 %                           |
| Курганская область              | 34                             | 25,2 %                   | 4                                                | 1                                                       | 5                                       | 15 %                           |
| Рязанская область               | 36                             | 19,0 %                   | 4                                                | -                                                       | 4                                       | 11 %                           |
| Свердловская область            | 14                             | 21,7 %                   | 3                                                | не избирались                                           | 3                                       | 21 %                           |
| Ямало-Ненецкий автономный округ | 22                             | 8,6 %                    | 1                                                | -                                                       | 1                                       | 5 %                            |

10 октября 2010 года КПРФ участвовала в выборах всех 6 избираемых законодательных собраний субъектов федерации. В среднем, по партийным спискам партия набрала 15,8 % голосов, что позволило ей получить 23 мандата по единым спискам. По одномандатным округам КПРФ сумела получить лишь 6 мандатов в Новосибирской области. В итоге, КПРФ сумела провести депутатов в 5 из 6 законодательных собраний (кроме Верховного Хурала Республики Тыва), получив лучший итоговый результат в Новосибирской области (21 %).
| Субъект РФ            | Количество избранных депутатов | % КПРФ по единому списку | Количество полученных мандатов по единому списку | Количество полученных мандатов по одномандатным округам | Общее число избранных депутатов от КПРФ | % от числа избранных депутатов |
| --------------------- | ------------------------------ | ------------------------ | ------------------------------------------------ | ------------------------------------------------------- | --------------------------------------- | ------------------------------ |
| Республика Тыва       | 32                             | 4.6 %                    | -                                                | -                                                       | -                                       | -                              |
| Белгородская область  | 35                             | 17,7 %                   | 3                                                | -                                                       | 3                                       | 9 %                            |
| Костромская область   | 36                             | 19,6 %                   | 4                                                | -                                                       | 4                                       | 11 %                           |
| Магаданская область   | 21                             | 16,0 %                   | 2                                                | -                                                       | 2                                       | 10 %                           |
| Новосибирская область | 76                             | 25,0 %                   | 10                                               | 6                                                       | 16                                      | 21 %                           |
| Челябинская область   | 60                             | 11,8 %                   | 4                                                | -                                                       | 4                                       | 7 %                            |

13 марта 2011 года КПРФ участвовала в выборах всех 12 избираемых законодательных собраний субъектов федерации. В среднем, по партийным спискам партия набрала 18,2 % голосов, что позволило ей получить 53 мандата по единым спискам. Однако, по одно- и многомандатным округам КПРФ выступила значительно хуже, выиграв лишь 16 мандатов. В итоге, КПРФ сумела провести депутатов в 11 из 12 законодательных собраний (кроме Думы Чукотского автономного округа), получив самые большие фракции в Законодательных собраниях Нижегородской (26 %), Тверской (20 %) и Кировской (19 %) областей.
| Субъект РФ                               | Количество избранных депутатов | % КПРФ по единому списку | Количество полученных мандатов по единому списку | Количество полученных мандатов по одно- и многомандатным округам | Общее число избранных депутатов от КПРФ | % от числа избранных депутатов |
| ---------------------------------------- | ------------------------------ | ------------------------ | ------------------------------------------------ | ---------------------------------------------------------------- | --------------------------------------- | ------------------------------ |
| Республика Адыгея                        | 54                             | 18.8 %                   | 5                                                | 1                                                                | 6                                       | 11 %                           |
| Республика Дагестан                      | 90                             | 7,3 %                    | 6                                                | не избирались                                                    | 6                                       | 7 %                            |
| Республика Коми                          | 30                             | 16,1 %                   | 2                                                | -                                                                | 2                                       | 7 %                            |
| Калининградская область                  | 40                             | 21,4 %                   | 5                                                | 1                                                                | 6                                       | 15 %                           |
| Кировская область                        | 53                             | 22,3 %                   | 6                                                | 4                                                                | 10                                      | 19 %                           |
| Курская область                          | 45                             | 21,5 %                   | 5                                                | 1                                                                | 6                                       | 13 %                           |
| Нижегородская область                    | 50                             | 28,8 %                   | 8                                                | 5                                                                | 13                                      | 26 %                           |
| Оренбургская область                     | 47                             | 21,4 %                   | 5                                                | 1                                                                | 6                                       | 13 %                           |
| Тамбовская область                       | 50                             | 18,2 %                   | 4                                                | -                                                                | 4                                       | 8 %                            |
| Тверская область                         | 40                             | 24,7 %                   | 5                                                | 3                                                                | 8                                       | 20 %                           |
| Ханты-Мансийский автономный округ — Югра | 35                             | 13,4 %                   | 2                                                | -                                                                | 2                                       | 6 %                            |
| Чукотский автономный округ               | 12                             | 4,8 %                    | -                                                | -                                                                | -                                       | 0 %                            |

| Субъект РФ                   | Количество избранных депутатов | % КПРФ по единому списку | Количество полученных мандатов по единому списку | Количество полученных мандатов по одно- и многомандатным округам | Общее число избранных депутатов от КПРФ | % от числа избранных депутатов |
| ---------------------------- | ------------------------------ | ------------------------ | ------------------------------------------------ | ---------------------------------------------------------------- | --------------------------------------- | ------------------------------ |
| Республика Ингушетия         | 27                             | 7,13 %                   |                                                  |                                                                  | 2                                       | 7,4 %                          |
| Республика Карелия           | 48                             | 19,05 %                  | 5                                                | 3                                                                | 8                                       | 16,7 %                         |
| Республика Мордовия          | 48                             | 4,54 %                   | 1                                                | 0                                                                | 1                                       | 2 %                            |
| Республика Чувашия           | 46                             | 19,65 %                  |                                                  |                                                                  | 4                                       | 8,7 %                          |
| Алтайский край               | 68                             | 25,4 %                   |                                                  |                                                                  | 9                                       | 19 %                           |
| Камчатский край              | 28                             | 17,63 %                  |                                                  |                                                                  | 2                                       | 7,1 %                          |
| Красноярский край            | 52                             | 23,66 %                  | 6                                                | 2                                                                | 8                                       | 15,4 %                         |
| Пермский край                | 50                             | 20,14 %                  | 6                                                | 1                                                                | 7                                       | 14 %                           |
| Приморский край              | 40                             | 23,81 %                  |                                                  |                                                                  | 9                                       | 22,5 %                         |
| Ставропольский край          | 50                             | 19,53 %                  |                                                  |                                                                  | 5                                       | 10 %                           |
| Амурская область             | 36                             | 19,78 %                  | 8                                                | не избирались                                                    | 8                                       | 22,2 %                         |
| Астраханская область         | 58                             | 14,97 %                  |                                                  |                                                                  | 5                                       | 8,62 %                         |
| Ленинградская область        | 50                             | 17,95 %                  |                                                  |                                                                  | 5                                       | 10 %                           |
| Липецкая область             | 56                             | 23,46 %                  |                                                  |                                                                  | 8                                       | 14,3 %                         |
| Московская область           | 50                             | 27,58 %                  | 7                                                | 4                                                                | 11                                      | 22 %                           |
| Мурманская область           | 36                             | 22,91 %                  | 4                                                | 1                                                                | 5                                       | 13,9 %                         |
| Новгородская область         | 25                             | 21,16 %                  | 3                                                | 1                                                                | 4                                       | 16 %                           |
| Омская область               | 44                             | 26,11 %                  |                                                  |                                                                  | 10                                      | 22,7 %                         |
| Орловская область            | 50                             | 32,42 %                  |                                                  |                                                                  | 14                                      | 28 %                           |
| Псковская область            | 50                             | 24,77 %                  |                                                  |                                                                  | 9                                       | 18 %                           |
| Самарская область            | 50                             | 22,57 %                  |                                                  |                                                                  | 8                                       | 16 %                           |
| Свердловская область         | 50                             | 17,45 %                  |                                                  |                                                                  | 8                                       | 16 %                           |
| Томская область              | 42                             | 22,84 %                  |                                                  |                                                                  | 6                                       | 14,3 %                         |
| Тюменская область            | 48                             | 13,11 %                  |                                                  |                                                                  | 3                                       | 6,25 %                         |
| Санкт — Петербург            | 50                             | 16,02 %                  | 7                                                | не избирались                                                    | 7                                       | 14 %                           |
| Еврейская автономная область | 19                             | 20,13 %                  |                                                  |                                                                  | 2                                       | 10,5 %                         |

| Субъект РФ                        | Количество избранных депутатов | % КПРФ по единому списку | Количество полученных мандатов по единому списку | Количество полученных мандатов по одно- и многомандатным округам | Общее число избранных депутатов от КПРФ | % от числа избранных депутатов |
| --------------------------------- | ------------------------------ | ------------------------ | ------------------------------------------------ | ---------------------------------------------------------------- | --------------------------------------- | ------------------------------ |
| Республика Северная Осетия-Алания | 70                             | 10,48 %                  | 4                                                | 1                                                                | 5                                       | 7,1 %                          |
| Удмуртская Республика             | 90                             | 17,23 %                  | 9                                                | 2                                                                | 11                                      | 12,2 %                         |
| Краснодарский край                | 100                            | 8,98 %                   | 5                                                |                                                                  | 5                                       | 5,0 %                          |
| Пензенская область                | 36                             | 12,52 %                  | 2                                                | 0                                                                | 2                                       | 5,6 %                          |
| Саратовская область               | 45                             | 8,27 %                   | 1                                                | 0                                                                | 1                                       | 2,2 %                          |
| Сахалинская область               | 28                             | 18,33 %                  | 3                                                |                                                                  | 3                                       | 10,7 %                         |

Также 14 октября 2012 г. впервые после многолетнего перерыва состоялись прямые выборы губернаторов в 5 субъектах РФ.
В Амурской области в выборах от КПРФ участвовал Р. А. Кобызов, 1-й секретарь обкома КПРФ, депутат Законодательного Собрания Амурской области. Занял второе место, набрав 9,99 % голосов.
В Белгородской области КПРФ не выдвигала кандидата в губернаторы, ссылаясь на невозможность прохождения «муниципального фильтра».
В Брянской области КПРФ выдвинуло кандидатом В. В. Потомского, депутата Государственной Думы, секретаря Ленинградского обкома КПРФ (был рекомендован ЦК КПРФ по квоте «кадрового резерва»). В выборах участвовало два кандидата, Потомский набрал 30,83 % голосов, уступив действующему губернатору. В 2014 году Вадим Потомский был назначен исполняющим обязанности губернатора Орловской области и выразил желание участвовать в предстоящих губернаторских выборах.
В Новгородской области кандидатом в губернаторы была выдвинута Ефимова Ольга Анатольевна, депутат областной Думы, 1-й секретарь Новгородского горкома КПРФ. Не смогла собрать необходимого числа подписей муниципальных депутатов и в выборах не участвовала.
В Рязанской области от КПРФ в выборах участвовал 1-й секретарь обкома, депутат Государственной Думы В. Н. Федоткин. Он занял второе место, получив 21,92 % голосов.